# Prawo Dollo
Prawo Dollo – hipoteza wysunięta przez francusko-belgijskiego paleontologa Louisa Dollo w roku 1893, mówiąca o nieodwracalności ewolucji.
Po raz pierwszy została sformułowana przez Dollo w brzmieniu „organizm nie jest w stanie powrócić nawet częściowo do formy uzyskanej przez przodków” (ang. An organism is unable to return, even partially, to a previous stage already realized in the ranks of its ancestors).
Według tej hipotezy struktura czy też organ utracony w procesie ewolucji nie pojawi się ponownie w linii organizmów, których przodkowie organ ów utracili. Wśród zwierząt znanych jest co najmniej kilka przykładów łamiących to prawo (choć nie wszyscy autorzy się z tym zgadzają), np. ponowne wykształcenie zębów żuchwowych u żab z rodzaju Gastrotheca przed 5–17 mln lat, po tym, jak płazy bezogonowe utraciły zęby żuchwy przed co najmniej 230 mln lat.